# Grande-Bretagne aux Jeux olympiques d'été de 1984
La Grande-Bretagne participe aux Jeux olympiques d'été de 1984 à Los Angeles. Elle y remporte trente-sept médailles : cinq en or, onze en argent et vingt-et-une en bronze, se situant à la onzième place des nations au tableau des médailles. La délégation britannique regroupe 337 sportifs.

## Engagés britanniques par sport

### Équitation
- Jane Bartle-Wilson